# Selenisa projiciens
Selenisa projiciens är en fjärilsart som beskrevs av George Francis Hampson 1926. Selenisa projiciens ingår i släktet Selenisa och familjen nattflyn. Inga underarter finns listade i Catalogue of Life.